# Satipo (tỉnh)
Tỉnh Satipo (tiếng Tây Ban Nha: Provincia de Satipo) là một tỉnh thuộc vùng Junín của Peru. Tỉnh Satipo có diện tích 19219 km², dân số thời điểm theo điều tra dân số ngày 11 tháng 7 năm 1993 là 94250 người. Tỉnh lỵ đóng ở Satipo.